# Mohamed El Kharaz
 (novembre 2017).
Mohamed El Kharaz alias Chérif Bin Alouidane, est réputé avoir été le plus grand baron de la drogue au Maroc dans les années 1990 et 2000. Il a été arrêté le 25 août 2006.

## Biographie
Parmi la liste des plus grands criminels au Maroc, Mohammed El Kharaz né en 1965 à Dalia (Tanger)[réf. souhaitée] le plus grand baron de la drogue de l'histoire du Maroc. Mondialement connu chez les Colombiens, les Italiens, ou encore chez les nombreuses mafias internationales. Véritable milliardaire marocain, il disposait d'un pouvoir incroyable dans la justice, la police, la corruption. A la tête d'un véritable empire, il avait des immeubles, des terrains, des fermes, des villas, des commerces (cafés, boulangeries, des usines etc.). El Kharaz était également à la tête du quartier commercial du Maarif à Casablanca, avec plusieurs dizaines de boutiques. Il avait également des comptes bancaires au Portugal, en Espagne, en France. Propriétaire à Marbela, Tetouan, Cannes.
El Kharaz est également connu pour avoir participé à une réunion avec d'importants barons de la drogue dont Pablo Escobar entre 1986 et 1988 qui s'était rendu au Maroc pour rencontrer les barons marocains. C'est entre 1980 et 2004 que le Maroc a connu le fleuron du trafic de drogue, avec un chiffre d'affaires de plusieurs milliards de dirhams à l'année. Néanmoins et contrairement aux mafias internationales, les barons marocains vivaient humblement loin des trafics du sexe, des voitures de luxe. Car l'ensemble de l'argent était en banque, avec d'importantes donations à l'Etat, aider les paysans ainsi que les pauvres, mais le reste de l'argent était investit dans le foncier (villas, appartements, entreprises, fermes etc.). Il se fait arrêter en 2006 et se voit désigné par Mounir Erramach comme étant le plus grand baron de la drogue.

## Sources
- Youssef Chmirou, Chérif Bin Alouidane arrêté à Ksar Shgir : La fin d’un puissant baron de drogue, La Gazette du Maroc, 11 septembre 2006, lire en ligne